# Comté de Stone (Arkansas)
Pour les articles homonymes, voir Comté de Stone.
Le comté de Stone est un comté de l'État de l'Arkansas aux États-Unis. Au recensement de 2010, il comptait 12 394 habitants. Son siège est Mountain View.

## Démographie
| 1880  | 1890  | 1900  | 1910  | 1920  | 1930  | 1940  | 1950  |
| ----- | ----- | ----- | ----- | ----- | ----- | ----- | ----- |
| 5 089 | 7 043 | 8 100 | 8 946 | 8 779 | 7 993 | 8 603 | 7 662 |

| 1960  | 1970  | 1980  | 1990  | 2000   | 2010   | - | - |
| ----- | ----- | ----- | ----- | ------ | ------ | - | - |
| 6 294 | 6 838 | 9 022 | 9 775 | 11 499 | 12 394 | - | - |